# Klavíristka (film)
Klavíristka (v originále L'Accompagnatrice) je francouzský hraný film z roku 1992, který režíroval Claude Miller podle stejnojmenného románu Niny Berberové. Snímek měl světovou premiéru dne 11. listopadu 1992.

## Děj
Během zimy 1942/1943 za okupace Francie, se mladá žena stane korepetitorkou významné zpěvačky. Tím se ocitá ve světě, který do té doby neznala, kde vládne luxus, pokrytectví, zrada a kompromisy.

## Obsazení
| Richard Bohringer        | Charles Brice       |
| Elena Safonova           | Irène Brice         |
| Romane Bohringer         | Sophie Vasseur      |
| Samuel Labarthe          | Jacques Fabert      |
| Julien Rassam            | Benoît Weizman      |
| Nelly Borgeaud           | paní Vasseurová     |
| Bernard Verley           | Jacques Ceniat      |
| Jean-Pierre Kohut-Svelko | generál Heller      |
| Claude Rich              | ministr             |
| Gabriel Cattand          | pařížský imprésario |
| Alain Jomy               | hráč na klarinet    |
| Sacha Briquet            | hodnostář           |
| Florence Rougé           | manikérka           |